# Lisa Rühl
Lisa Rühl (* 22. September 1989 in Dessau) ist eine deutsche Volleyballspielerin.

## Karriere
Rühl spielte in ihrer Jugend beim VC 68 Berlin. Später wurde sie beim Nachwuchsteam VC Olympia Rhein-Neckar in Heidelberg ausgebildet. 2007 erreichte sie mit den deutschen Juniorinnen den siebten Platz bei der U20-Weltmeisterschaft in Thailand. Im gleichen Jahr wechselte sie zum Bundesligisten VT Aurubis Hamburg. Hier spielte die bisherige Außenangreiferin nun als Libero. 2008 erreichte sie mit den Hamburgern das Finale im DVV-Pokal. 2010 ging sie zum Ligakonkurrenten SC Potsdam. Wegen einer Schwangerschaft beendete Rühl 2017 ihre Karriere.